# Coelorinchus mycterismus
Coelorinchus mycterismus är en fiskart som beskrevs av Mcmillan och Paulin, 1993. Coelorinchus mycterismus ingår i släktet Coelorinchus och familjen skolästfiskar. IUCN kategoriserar arten globalt som livskraftig. Inga underarter finns listade i Catalogue of Life.